# Sitticus vanvolsemorum
Sitticus vanvolsemorum is een spinnensoort in de taxonomische indeling van de springspinnen (Salticidae).
Het dier behoort tot het geslacht Sitticus. De wetenschappelijke naam van de soort werd voor het eerst geldig gepubliceerd in 2011 door Baert.
De spin komt voor op de Galapagoseilanden.